# 電子質量

根據1986年、1998年、2002年和2006年的數據，以公斤為單位的電子質量

電子質量是指一個靜止電子的質量，通常以{\displaystyle m_{e}}表示之，約為9.109×10−31公斤，如果以質能轉換來算的話，則相當於8.187×10−14焦耳的能量。
電子的質量大約為9.109 × 10−31kg或5.489 × 10−4amu。根據阿爾伯特·愛因斯坦的質能等價原理，這質量等價於0.511 MeV靜止能量。質子質量大約為電子質量的1836倍。天文測量顯示出，至少在最近這半個宇宙年齡期間，這質量比例都保持穩定不變，與標準模型所預測的相符合。
1. ↑  . The NIST Reference on Constants, Units and Uncertainty. May 20, 2019  [May 20, 2019].
2. ↑  , 2006 CODATA recommended values, National Institute of Standards and Technology,   [2009-07-18], （原始内容存档于2009-12-13）
3. ↑  Murphy, Michael T.; Flambaum, Victor V.; Muller, Sébastien; Henkel, Christian, , Science, 2008-06-20, 320 (5883): pp. 1611–1613  [2008-09-03], PMID 18566280, doi:10.1126/science.1156352, （原始内容存档于2008-08-01）